# Casa familiar
As Casas Familiares são um modo específico de formar e educar pessoas que vivem no meio rural. São destacados dois eixos principais que dão base para o projeto de formação proposto: a Pedagogia da Alternância e da Presença e a Associação das Famílias

## Histórico
O movimento das Casas Familiares Rurais nasceu na França, entre 1935 e 1937, a partir da necessidade de criação de uma escola que suprisse as carências reais e solucionasse problemas vivenciados no campo. Na década de 50, essa formação profissional, aliada à educação humana para filhos de agricultores, começa a crescer e migrar para outros países da Europa. Atualmente, expandiu-se para os cinco continentes, com a mesma concepção – formar jovens para provocar o desenvolvimento global do meio rural.
No Brasil a primeira Casa Familiar Rural surgiu no Paraná, em 1984, e em Santa Catarina, surge a primeira Casa Familiar do Mar, no município de São Francisco do Sul. Posteriormente, em 2003, surge na Bahia a primeira casa Familiar Rural e, um ano depois, a Casa Familiar do Mar, situadas na região do Baixo Sul.
Com o caráter de formação do jovem de acordo com sua realidade, o ensino surge com uma proposta específica para o campo. Em 1975, foi criada a Associação Internacional dos Movimentos Familiares de Formação por Alternância (AIMFR). Posteriormente, em 1998, as Casas Familiares Rurais integram-se às ações, em nível federal, do Programa Nacional de Fortalecimento da Agricultura Familiar (Pronaf), possibilitando o crescimento de unidades implantadas no País.
Com o crescimento e evolução desse modelo, surgiram outras variações de casas familiares que mantém o mesmo princípio, mas aplicados em outras culturas, como a Casa Familiar do Mar que incentiva a aqüicultura.

## Objetivo
O modelo de educação das “Casas Familiares” tem como objetivo a educação, formação e profissionalização condicionada à realidade do campo. Essa educação oferece ao jovem da zona rural adequação para desenvolver-se como empresário rural, melhorar a qualidade de vida dos produtores e da sociedade que o cerca.
O Planeta Orgânico cita quatro objetivos que compõem o modelo das Casas Familiares:
- Oferecer aos jovens rurais uma formação integral, adequada a sua realidade, que lhes permitam atuar, no futuro, como um profissional no meio rural, além de se tornarem homens e mulheres em condições de exercerem plenamente a cidadania.
- Melhorar a qualidade de vida dos produtores rurais, através da aplicação de conhecimentos técnico-científicos, organizados a partir dos conhecimentos familiares, e através da pedagogia da alternância.
- Fomentar no jovem rural o sentido de comunidade, vivência grupal e desenvolvimento do espírito associativo, e desenvolver a consciência de que é possível, através de técnicas de produção adequadas, de transformação de comercialização, viabilizar uma agricultura sustentável, sem agressão e prejuízos ao meio ambiente.
- Desenvolver práticas capazes de organizar melhor as ações culturais, de saúde e nutrição das comunidades.

## Pedagogia da Alternância e da Presença
A Pedagogia da Alternância é uma alternativa para a Educação no campo. Consiste em mesclar “períodos de uma semana em regime integral na Casa Familiar e duas semanas de aplicação supervisionada dos conhecimentos na propriedade familiar”. Esse processo permite que o aluno aprenda técnicas que serão úteis para a vida no campo e as coloque em prática no convívio familiar. A escola se volta para a realidade local, se adequando a necessidade dos alunos ficarem na propriedade com sua família para trabalhar.
Com a Pedagogia da Presença, a educação apresenta, no curto prazo, seus resultados. Os jovens se transformam em agentes multiplicadores, mudando sua realidade e do seu entorno. Cada jovem exerce sua condição de protagonista, liderando e exercendo forte papel em suas associações rurais.

## Resultados
As Casas Familiares apresentam excelentes resultados, pois garantem qualidade no ensino, que é voltado para a realidade no campo, formando Agentes de Desenvolvimento Local, promovendo a inclusão social e gerando trabalho e renda. Há significativa melhora na qualidade de vida, tornando-a mais digna e feliz. Vantagens como a permanência destes jovens em suas cidades, são benéficas para todos, pois diminuem o êxodo através da possibilidade de um projeto profissional de vida.
Segundo Martins (s/d) "As Casas Familiares Rurais apresentam resultados excelentes de custo/benefício, sendo muito favoráveis aos interesses da administração pública, pois garantem qualidade no ensino e com um custo menor em relação aos obtidos com a educação nas escolas tradicionais".

## Projetos no Brasil
- PDCIS – Programa de Desenvolvimento e Crescimento Integrado com Sustentabilidade[5]

O PDCIS é um programa social coordenado pela Fundação Norberto Odebrecht que visa o combate à pobreza e à desigualdade a partir da promoção do desenvolvimento territorial sustentável. O programa centra sua atuação em regiões marcadas por vulnerabilidades sociais e degradação ambiental, cujos indicadores socioeconômicos apontam para uma oportunidade de reaplicação da tecnologia social da Fundação Norberto Odebrecht, já testada no Baixo Sul da Bahia.
Fazem parte do PDCIS  três Casas Familiares - a Rural de Presidente Tancredo Neves, a Agroflorestal de Nilo Peçanha e a Rural de Igrapiúna – as quais fomentam diretamente a superação de desafios globais como a erradicação da pobreza em todas as suas formas e dimensões, por meio da educação do jovem para a produção no campo, no uso racional e proteção dos recursos naturais e no fortalecimento das bases da cidadania.
- Tributo ao Futuro

A campanha Tributo ao Futuro apoia Casas Familiares parceiras da Fundação Norberto Odebrecht, localizadas da zona rural do Baixo Sul da Bahia e focadas na formação de qualidade e na inclusão socioprodutiva em harmonia com o meio ambiente e cidadania. Estas Casas Familiares beneficiam cerca de 300 adolescentes por ano, com impacto indireto a milhares de pessoas. Todo recurso doado para a campanha é encaminhado para os Fundos Municipais dos Direitos da Criança e do Adolescente (FMDCA) localizados nos municípios onde estão cada projeto apoiado, que encaminham as doações.